# Pandula Egon
Pandula Egon, Pandula Egon László (Budapest, 1916. április 9. – Budapest, 1970. február 5.) gyógyszerész, gyógyszerész doktor, egyetemi tanár.

## Életútja
Édesapja, Pandula József szintén gyógyszerész, a Soroksári út 35. sz. alatt működő Szent Anna Gyógyszertár tulajdonosa volt, édesanyja Wolf Ilona Aranka.
Középiskolai tanulmányait a Budapesti VII. kerületi Magyar Királyi Állami Madách Imre Gimnáziumban végezte. 1933-ban érettségizett jó eredménnyel. Az akkori gyógyszerészképzésnek megfelelően kétéves gyakornoki idejét a családi gyógyszertárban töltötte. 1936-ban tirocinális (gyakornoki) vizsgáit kitűnő eredménnyel tette le.
Egyetemi tanulmányi alatt szívesen segített a felkészülésben gyengébb diáktársainak, részt vett az egyetem közösségi életében, 1936–37-ben a Gyógyszerészhallgatók Segély és Önképző Egyesületében választmányi tag, majd 1937–38-ban ifjúsági elnök volt. Már ekkor kitűnt hivatásszeretetével és kiváló szervezőkészségével. 1938-ban a budapesti Pázmány Péter Tudományegyetemen szerzett gyógyszerész oklevelet. Ugyanebben az évben disszertáns lett az orvostudományi karon. Rövid ideig a családi, valamint a miskolci Arany Szarvas Gyógyszertárban dolgozott. 1939-ben katonai szolgálatra hívták be. 1941-ben szerezte meg gyógyszerészdoktori címét „summa cum laude" minősítéssel, disszertációjának címe „Az összeférhetetlen gyógyszerekről”. Az Egyetemi Gyógyszertárban kezdte meg munkáját mint díjtalan gyakornok, amit rövidesen kénytelen volt megszakítani, tartalékos hadapród-őrmesterként újra aktív szolgálatba helyezték. A második világháború alatt kórházvonaton szolgált. 1944 végén sebesültekkel megrakott kórházvonattal Nyugatra vitték, ahonnan 1945 őszén tért vissza. Ugyanebben az évben a szakmai igazoló bizottság igazolta (átvilágították).
Leszerelt, édesapja elhunyta után átvette a családi gyógyszertár vezetését, majd annak hatósági kezelője lett, rövid ideig más gyógyszertárakban is betöltötte ezt a posztot. Kapcsolatát az egyetemmel gyógyszertári évei alatt is megtartotta, 1948-tól externista, 1949-től osztályvezető tanársegéd. Ebben a minőségében a galenusi labort vezette. 1950-ben a Néphadseregtől főgyógyszerészi kinevezést kapott, őrnagyi ranggal, egyetemi fizetéséről lemondott. 1954-ben egyetemi adjunktusnak nevezték ki, 1961-ig csak fél fizetését vette fel. 1955-ben alezredessé léptették elő.
Fő kutatási területe a gyógyszerstabilitás volt, 1954-ben jelent meg tanulmánya a penicillin bomlási tulajdonságairól (Katonaorvosi szemle 1954). Későbbiekben a dextrán infúziók stabilitásával, majd a szulfacetamid fotolítikus bomlásával foglalkozott.
1957–1959 között elvégezte a Marxizmus–Leninizmus Esti Egyetemet. 1959-ben kiadták az általa írt Gyógyszerészet (Vénykészítéstan) című egyetemi tankönyvét, amelynek második kiadása 1962-ben jelent meg. 1961-ben A Magyar Tudományos Akadémiától megkapta a tudományok kandidátusa fokozatot, majd ugyanebben az évben egyetemi docenssé nevezik ki.
1962-ben Mozsonyi Sándor professzor nyugdíjazását követően előbb Gyógyszerészeti Intézet megbízott vezetője docensi rangban, majd a pályázatok elbírálása után tanszékvezető egyetemi tanára lett. Regnálása alatt vált az ipari gyógyszerkészítés alapjainak oktatása a graduális képzés törzsanyagának részévé. Négy éven át 1964-től kezdődően a Kar dékánhelyettese volt. 1964-ben került kiadásra Takács Gézával közösen írt Ipari Gyógyszerészet című egyetemi tankönyve, ami korszakalkotó mű volt a maga korában, (cseh és román hivatkozások bizonyítják) 1968-ban ezredessé nevezték ki.
Tagja volt az Egészségügyi Tudományos Tanácsnak. Az MGYT újraalapításában is rész vett, annak alelnökeként, majd 1968 és 1970 között elnökeként tevékenykedett. (AZ MGYT 1949-ben megszűnt, pontosabban feloszlatták, utódszervezete az Orvos-Egészségügyi Szakszervezet Gyógyszerész Szakcsoportja lett) ahol a Technológiai Szakosztály elnöke volt. Részt vett a korabeli Szabványos Vényminták és az V., VI., Magyar Gyógyszerkönyvek szerkesztésében. A Gyógyszerészet lap szerkesztőbizottságának tagja volt. Hat egyetemi jegyzet, két szabadalom, 34 tudományos közlemény fűződik a nevéhez. Életében több magas rangú kitüntetéssel honorálták munkásságát. 1970. február 5-én tragikus hirtelenséggel érte a halál.

## Főbb művei
- Gyógyszerészet. Vénykészítéstan. Budapest, Medicina Könyvkiadó, 1959, 1962
- Gyógyszerészet (kandidátusi értekezés tézisei), Budapest, Medicina Könyvkiadó, 1960
- Ipari gyógyszerészet (Takács Gézával), Budapest, Medicina Könyvkiadó, 1964